# Velika loža Pruske
Velika loža Pruske, odnosno Velika loža "Prijateljstvo kraljevskog Yorka" (Große Loge Royal York zur Freundschaft), skraćeno GL RYzF, bila je jedna od osam regularnih slobodnozidarskih velikih loža koje su djelovale u Njemačkoj (Njemačko Carstvo i Weimarska Republika) do 1935. godine. 
Pretpostavlja se da je osnovana 1752. godine u Berlinu. Godine 1760. dobila je konstitucijsku povelju od Velike matične lože "Tri globusa", koja ju je priznala kao svoju ložu-kćer pod imenom "Prijateljstvo kod tri golubice" (fran. De l'Amitié aux trois Colombes). Nakon što se odvojila od Velike lože "Tri globusa", Velika loža je kasnije dobila priznanje regularnosti od Velike lože Engleske. Svoj vrhunac dosegnula je 1932. godine, kada je brojala oko 11.500 članova unutar 104 lože, čime je postala jedna od najbrojnijih velikoj u Njemačkoj toga doba.  Među trima tzv. staropruskim velikim ložama Velika loža Pruske bila je najmlađa.
Godine 1933. bila je prisiljena obustaviti svoj rad pod pritiskom nacističkog režima. Nakon završetka Drugog svjetskog rata, bila je aktivno uključena u obnovu slobodnog zidarstva u Zapadnoj Njemačkoj, sudjelujući u simboličkom činu "ponovnog unošenja svjetla" u Ujedinjenu veliku ložu Njemačke. Danas postoji pod okriljem ove velike lože u obliku saveza koji uključuje njezine izvorne četiri lože. Tako se nasljeđe Velike lože Pruske nastavlja u modernom kontekstu njemačkog slobodnog zidarstva.